# Piano eléctrico

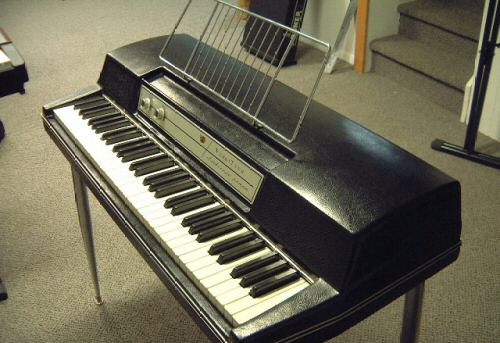
Un piano eléctrico Wurlitzer.

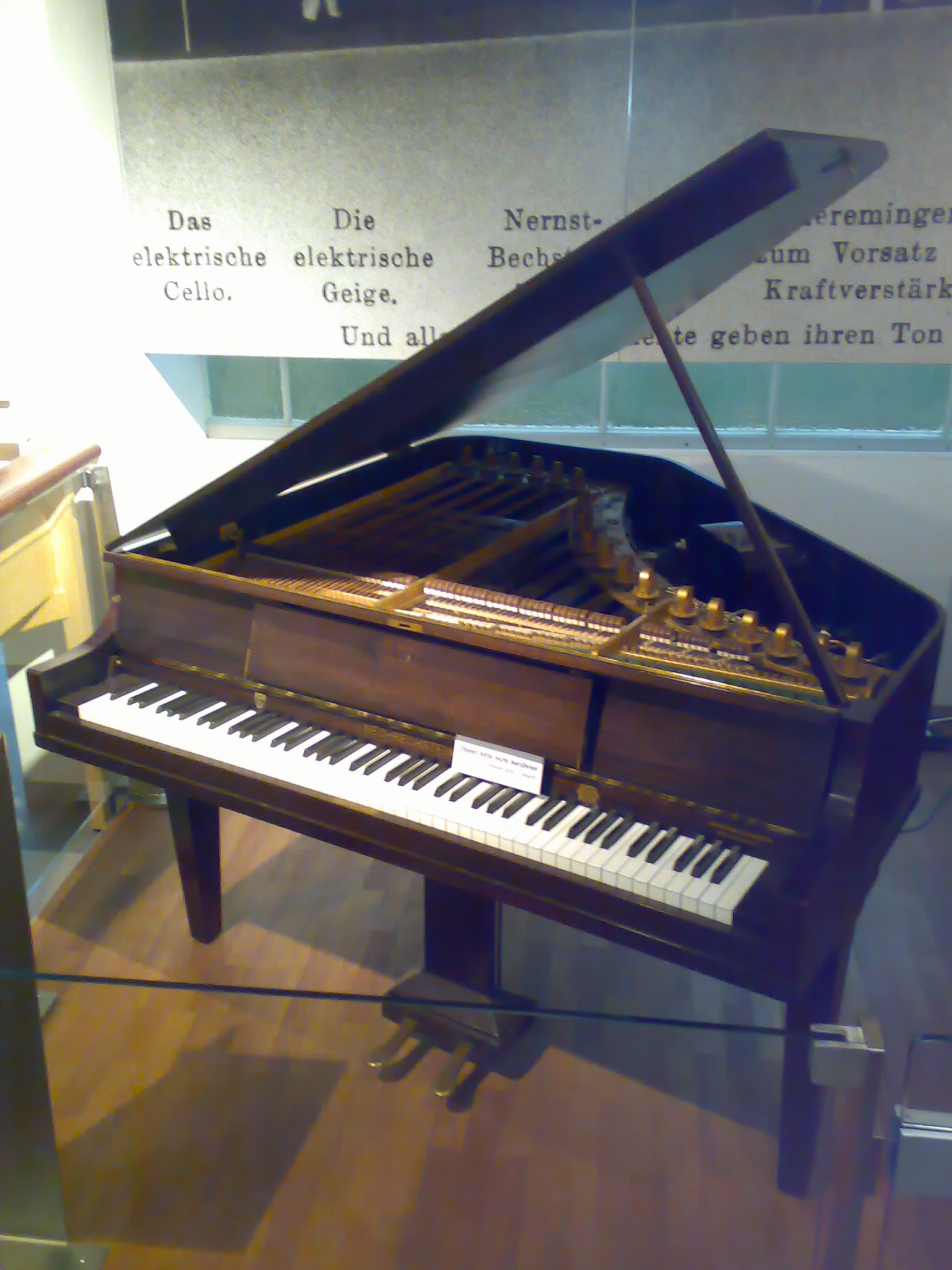
Un piano NeoBechstein, el primer piano eléctrico del mundo (1929).

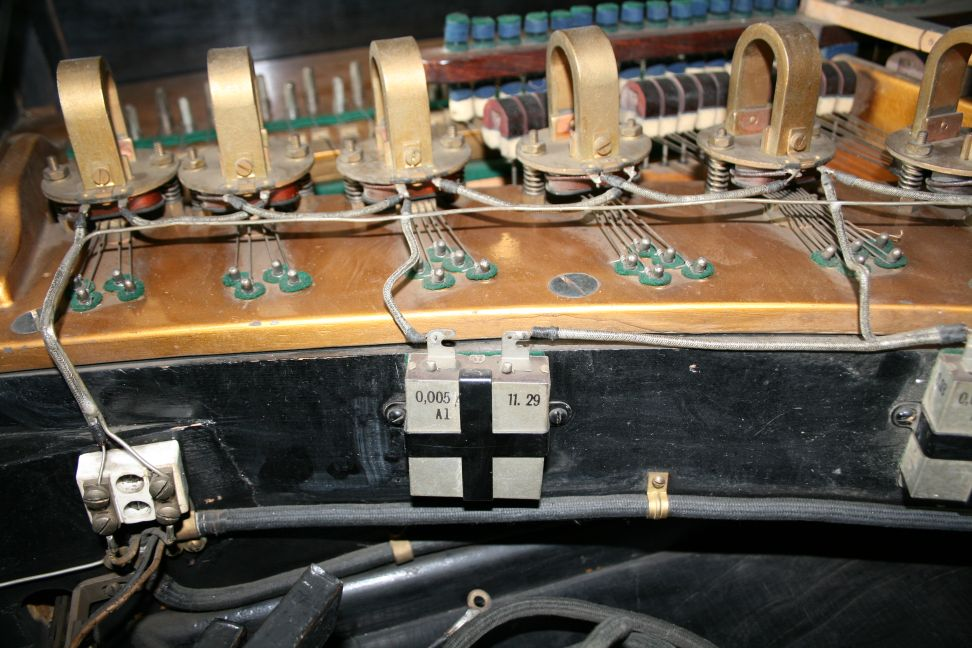
Detalle del interior de un piano NeoBechstein.

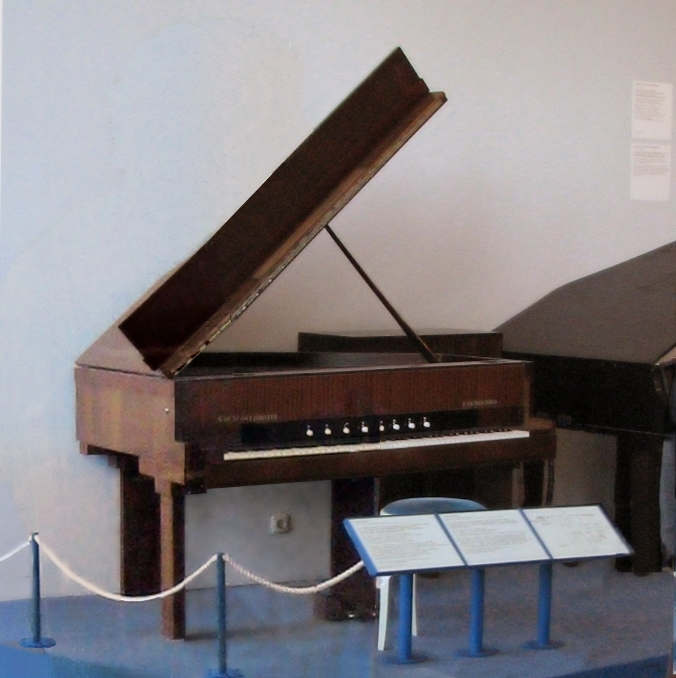
Un piano eléctrico alemán Elektrochord, de la empresa Vierling-Förster (1937); desarrollado por Oscar Vierling entre 1928 y 1935, y fabricado por August Förster en 1937.

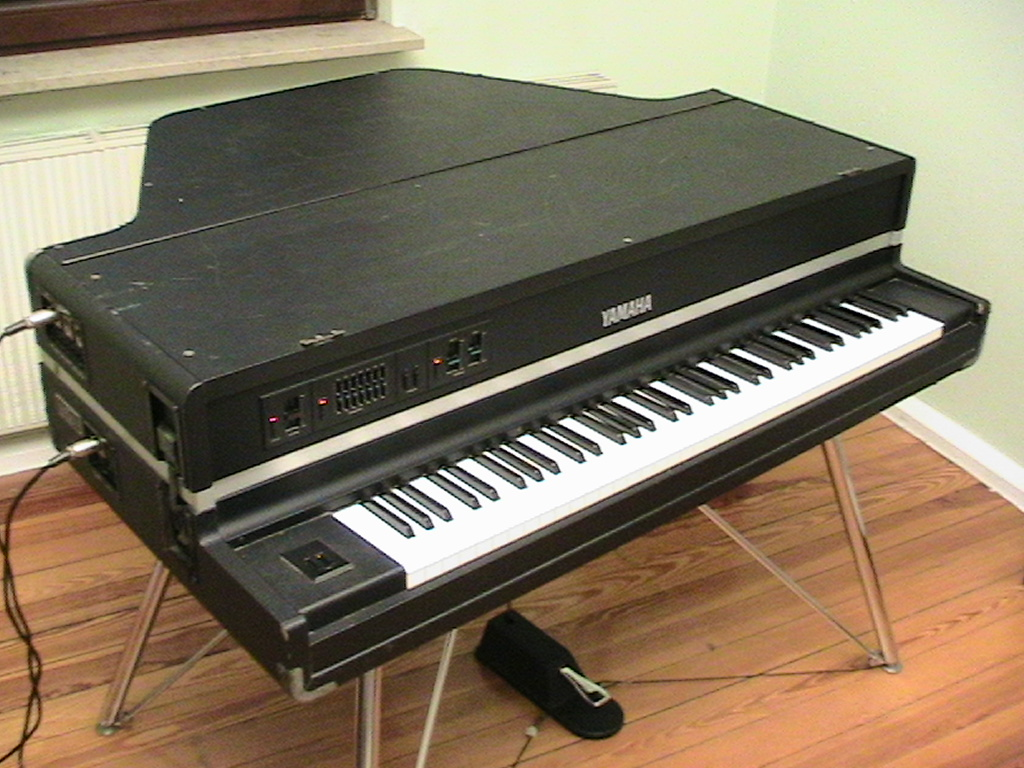
Un piano de cola eléctrico Yamaha CP-70M (el CP-70 clásico, pero con sistema midi).

Un piano eléctrico es un instrumento musical eléctrico de teclado que produce sonidos mecánicamente y los convierte en una señal de audio electrónica mediante pastillas (pickups). A diferencia del sintetizador o del piano digital, el piano eléctrico no es un instrumento electrónico, sino electromecánico.
Los primeros pianos eléctricos se inventaron a finales de los años veinte, uno de los primeros fue el piano eléctrico de cola Neo-Bechstein, de 1929. Posiblemente, el primer modelo sin cuerdas fue el «Vivi-Tone Clavier» de Lloyd Loar. La popularidad del piano eléctrico comenzó a crecer a finales de los años cincuenta, alcanzando su apogeo durante los años setenta. Después empezaron a ser sustituidos por los sintetizadores capaces de sonidos electrónicos modificados, sin las desventajas de las piezas móviles mecánicas. Muchos modelos fueron diseñados para uso en el hogar o la escuela, o para reemplazar a un pesado piano no amplificado en el escenario, mientras que otros fueron concebidos para su uso en laboratorios de piano en escuelas o universidades para la enseñanza simultánea de varios estudiantes, con uso de audífonos.
Las primeras grabaciones de piano eléctrico incluyen las grabaciones de 1955 de Duke Ellington y la pieza India de Sun Ra, así como otras pistas de una actuación de 1956, incluidas en su segundo álbum Super Sonic Jazz (llamado Super Sonic by Sounds). La popularidad del piano eléctrico comenzó a aumentar a fines de la década de 1950 después de la grabación de 1959 de Ray Charles "What'd I Say", alcanzando su punto máximo en la década de 1970, después de lo cual los pianos eléctricos fueron reemplazados gradualmente por pianos electrónicos más ligeros capaces de producir un sonido de piano sin los inconvenientes del peso y las partes mecánicas móviles de los pianos eléctricos. Otro factor que impulsó su desarrollo y aceptación fue la progresiva electrificación de la música popular y la necesidad de un instrumento de teclado portátil capaz de amplificar a un alto volumen. Muchos músicos adoptaron numerosos tipos de pianos eléctricos pensados para usos domésticos para uso en actuaciones profesionales de rock y pop. Esto alentó a sus fabricantes a modificarlos para su uso en escenarios y luego a desarrollar modelos destinados principalmente para su uso en escenarios.
Los pianos digitales que proporcionan un sonido de piano eléctrico emulado han suplantado en gran medida a los instrumentos electromecánicos reales en la década de 2010, debido al tamaño pequeño, el peso ligero y la versatilidad de los instrumentos digitales, que pueden producir una amplia gama de tonos además de los tonos de piano (p. ej. Hammond emula órganos, sonidos de sintetizador, etc.). Sin embargo, algunos artistas todavía tocan y graban con pianos eléctricos antiguos. En 2009, Rhodes produjo una nueva línea de pianos electromecánicos, conocida como Rhodes Mark 7, seguida por la gama Vintage Vibe.

## Producción de timbre
El "piano eléctrico" es una categoría heterogénea que engloba varios instrumentos diferentes que varían en sus mecanismos de producción de sonido y sus consiguientes caracteres tímbricos. Estos son los tipos más importantes según la manera de producir el timbre:

### Cuerdas percutidas
Los pianos eléctricos Yamaha, Baldwin, Kawai y Helpinstill son pianos de cola o pianos verticales con verdaderas cuerdas y martillos. Los modelos Helpinstill tienen una caja tradicional de resonancia, los otros no tienen caja, y se asemejan más a una guitarra eléctrica de cuerpo sólido. En los pianos Yamaha, Baldwin y Kawai, la vibración de las cuerdas se convierte en una señal eléctrica de pastillas piezoeléctricas bajo el puente. Los instrumentos Helpinstill utilizan un conjunto de pastillas electromagnéticas fijas al bastidor del instrumento. Todos estos instrumentos tienen un carácter tímbrico similar al de un piano acústico.

### Lengüetas percutidas
Los pianos eléctricos Wurlitzer usan lengüetas planas de acero golpeadas por martillos de fieltro. Las lengüetas se ajusten a una placa de metal con forma de peine, y lengüetas y placa formando un solo sistema de captura electrostática o capacitiva (pickup), utilizando una tensión continua de 170 V. Este sistema produce un sonido muy distintivo, dulce y parecido al vibráfono, cuando las teclas se tocan con suavidad, y emiten una resonancia hueca cuando las teclas se golpean más fuertemente. Las lengüetas se afinan añadiendo o retirando masa de un trozo de soldadura en el extremo libre de la lengüeta. Las lengüetas de repuesto están equipadas con un ligero exceso de soldadura, y el usuario está obligado a limar gradualmente el exceso de soldadura hasta que —mediante ensayo y error— se consigue la afinación correcta. El piano Columbia Elepian (también comercializado bajo la marca Maestro), el piano brasileño Valente y el Electra-Piano de Hohner utilizan un sistema similar al de lengüetas de Wurlitzer pero con pickups electromagnéticos similares al piano eléctrico Rhodes.
En 2015, el inventor brasileño Tiago Valente creó el primer prototipo del piano eléctrico Valente, un instrumento electromecánico donde los martillos golpean las lengüetas, similar a los utilizados en un Wurlitzer. En 2020, se lanzó comercialmente el piano eléctrico Valente; en el momento del lanzamiento, Valente dijo que se inspiró en el Suette Piano, otro piano eléctrico de lengüeta fabricado en Brasil en la década de 1980.

### Diapasones percutidos
En estos pianos, los diapasones se refiere al elemento percutido, que tiene dos partes vibrantes, aunque visualmente tiene poco en común con los diapasones tradicionales. En los instrumentos Fender Rhodes, la porción percutida del diapasón es una especie de púa de alambre rígido de acero. La otra parte del diapasón, paralelo y adyacente a la púa, es la tonebar (barra de tono), una barra de acero resistente que actúa como resonador y agrega sustain al sonido.
La púa está equipada con un resorte que se puede mover a lo largo de su longitud para permitir variar la afinación. La púa es percutida por la punta de neopreno (antes se usaba fieltro) de un martillo accionado por un mecanismo de piano muy simplificado (cada tecla tiene solo tres partes móviles incluyendo el amortiguador). Cada púa tiene una pastilla electromagnética colocada justo detrás de la púa (véase también rueda tonal).
El piano Rhodes tiene un distintivo timbre de campana, más llena que el Wurlitzer, con un sustain más largo y con una especie de gruñido cuando las teclas se golpean fuerte.

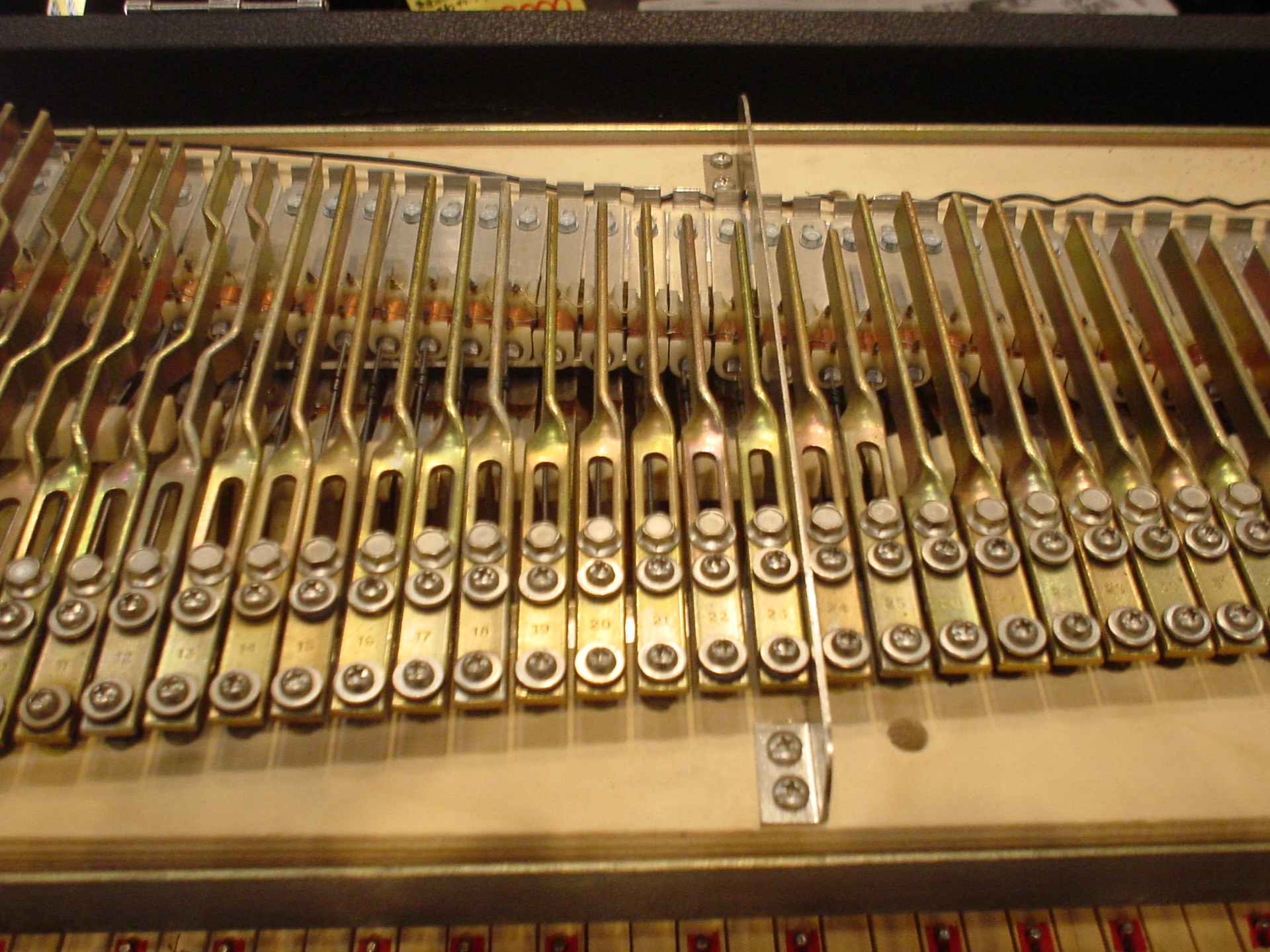
Diapasones de un Fender Rhodes Mark I.

### Lengüetas metálicas golpeadas
El Electra-Piano de Hohner utiliza un sistema similar, con una lengüeta de metal que sustituye la púa del Rhodes. Su timbre está entre el Rhodes y Wurlitzer.
El Pianet original de Hohner utiliza almohadillas adhesivas hechas de poliuretano y cuero impregnado con un aceite viscoso de silicona para pulsar lengüetas metálicas. Cuando se suelta la tecla, la almohadilla actúa como un amortiguador. Se utiliza un sistema de pastilla electrostática (pickup) similar al de Wurlitzer. El sonido producido es similar al del Wurlitzer, pero más brillante y con menos sustain. El piano eléctrico "Cembalet" de la misma firma utiliza plectra de goma y amortiguadores separados, pero por lo demás es casi idéntico. El posterior "Pianet T" de Hohner utiliza ventosas de caucho de silicona en lugar de almohadillas adhesivas y sustituye el sistema electrostático por pastillas electromagnéticas pasivas similares a las del Rhodes, aunque las lengüetas están magnetizadas. El Pianet T tiene un sonido mucho más suave, parecido al de los instrumentos Rhodes. Ninguno de estos instrumentos dispone de pedal de sustain.
Una copia cercana del Cembalet es el "Weltmeister Claviset", también comercializado como "Selmer Pianotron". Este tiene pastillas electromagnéticas con un preamplificador alimentado por batería, y los modelos posteriores tienen múltiples filtros de tono y un pedal de sustain.

### Otros instrumentos musicales eléctricos con teclado
Aunque técnicamente no son pianos, los siguientes son clavecines y clavicordios eléctricos.
El "clavicordio eléctrico de cuerpo sólido" o "clavicordio combinado" de Baldwin es un instrumento con marco de aluminio de forma bastante tradicional, sin caja de resonancia y con dos juegos de pastillas electromagnéticas, una cerca de la púa y la otra en el punto medio de las cuerdas. El sonido del instrumento tiene algo del carácter de una guitarra eléctrica, y ocasionalmente se ha utilizado para sustituir a una en la música de cámara moderna. Roger Penney de la Bermuda Triangle Band trabajó en el diseño y desarrollo del instrumento original para Cannon Guild Company, un importante fabricante de clavicémbalo ubicado en Cambridge, Massachusetts. Este instrumento tenía un marco de barra de aluminio, una caja de resonancia de madera de abeto, pastillas magnéticas de barra y una tapa de plexiglás (plástico transparente) que se podía abrir. Los prototipos y el diseño se vendieron a Baldwin, quien hizo algunas modificaciones y luego fabricó el instrumento con su propio nombre.
El "clavinet" de Hohner es esencialmente un clavicordio eléctrico. Una almohadilla de goma bajo cada tecla presiona la cuerda sobre un yunque metálico, haciendo vibrar la parte "trasteada" de la cuerda. Cuando se suelta la tecla, toda la cuerda queda teóricamente libre para vibrar, pero es amortiguada inmediatamente por un hilo tejido en el extremo del clavicordio. Dos pastillas electromagnéticas de bobina simple, una debajo y otra encima de las cuerdas, detectan las vibraciones, que se preamplifican y filtran para ser amplificadas por un amplificador de guitarra.

## Pianos digitales de acción de martillo completo
Los nuevos desarrollos quieren conectar pianos digitales con toques lo más fieles posible al original. Un enfoque es usar una acción de martillo completo en los dispositivos pero omitir las cuerdas. De este modo, se pueden ahorrar costes, peso y espacio para la compleja construcción de cadenas. A pesar de todos los esfuerzos de los fabricantes, la experiencia sonora no se acerca al sonido de los pianos convencionales, a pesar de que a veces los precios superan los 5 dígitos.
Ejemplos:
- Piano híbrido Yamaha NU1; Avant Gran N1, N2, N3
- Kawai Novus NV10; Novus NV5
- Casio Grand Híbrido GP-500BP

## Técnica y estilos de interpretación
Al igual que ocurre con las guitarras eléctricas frente a las acústicas, el sonido de la mayoría de los pianos eléctricos difiere considerablemente del de un instrumento acústico, por lo que el piano eléctrico ha adquirido una identidad musical propia, mucho más allá de ser simplemente un piano portátil amplificado. En particular, el piano Rhodes se presta a largos y sostenidos acordes "flotantes" de una forma que sería imposible en un instrumento acústico, mientras que el Hohner Clavinet posee un vocabulario instantáneamente reconocible de riffs y figuras percusivas que deben menos a los estilos de teclado convencionales que a la guitarra rítmica del funk y al slam. guitarra rítmica y slap bajo. Los primeros modelos de Wurlitzer tenían amplificadores de válvulas de vacío, que podían sobrealimentarse para crear una distorsión característica. Los modelos transistorizados posteriores, aunque compartían un enfoque mecánico similar para la generación de sonido, no reproducían el sonido "gordo" de los modelos a válvulas, sino que tenían un trémolo conmovedor y útil.

## Obras reconocidas interpretadas con pianos eléctricos
- Fender Rhodes:
  - The Beatles: Get back, Don't let me down (ambos tocados por Billy Preston)
  - Chick Corea: Spain, La Fiesta
  - The Doors: L.A. Woman, Riders on the storm (tocados por Ray Manzarek)
  - Herbie Hancock: Chameleon
  - Billy Joel: Just the way you are
  - Elton John: Daniel; Sorry Seems To Be The Hardest Word; Little Jeannie
  - Peter Frampton: Baby, I Love Your Way
  - Pink Floyd: Dogs, Hey You; Sheep
  - One Day as a Lion: Wild international
  - Radiohead: Morning Bell; Everything in Its Right Place
  - Stevie Wonder: Isn't she lovely, You are the sunshine of my life, I believe (when i fall in love it will be forever)
  - Sui Generis: Tango en segunda
- Hohner Cembalet:
  - Manfred Mann: Do wah diddy diddy
  - Elvis Costello: Veronica
  - The Stranglers: No more heroes
- Hohner Clavinet:
  - The Band: Up on Cripple Creek
  - Stevie Wonder: Superstition
  - Led Zeppelin: Trampled Under Foot, Custard pie
  - Steely Dan: Kid Charlemagne
  - Pink Floyd: Pigs (three different ones), Shine on you crazy diamond (partes 6 a 9)
  - Gentle Giant: Cogs in cogs, Experience, So sincere
  - Camel: Lady Fantasy - Medley
  - Van der Graaf Generator: The undercover man, Scorched earth, Arrow
  - La Máquina de Hacer Pájaros: Boletos, pases y abonos
  - Sui Generis: La fuga del paralitico
- Hohner Electra-Piano:
  - Led Zeppelin: Stairway to heaven, Misty Mountain Hop, No Quarter, Down By The Seaside (solo en grabaciones de estudio; cuando tocaban en vivo usaban un piano eléctrico Fender Rhodes)
- Hohner Pianet:
  - The Association: Never My Love
  - The Beatles: The night before, I am the walrus, Tell me what you see, You like me too much
  - The Guess Who: These eyes
  - The Zombies: She's not there
  - The Kingsmen: Louie Louie
  - The Lovin' Spoonful: Summer in the city
  - Soft Machine: Slightly all the time, Out-bloody-rageous
- Wurlitzer Electric Piano:
  - Ray Charles: What'd I say
  - Cannonball Adderley Quintet: Mercy, mercy, mercy (solo la primera versión en estudio, todas las versiones siguientes fueron con piano eléctrico Fender Rhodes.
  - The Buckinghams: Hey, baby (they're playing our song)
  - Steely Dan: Do it again
  - Pink Floyd: Time, Money, Have a cigar, Shine on you crazy diamond (partes 6 a 9)
  - Queen: You're my best friend
  - King Harvest: Dancing in the moonlight
  - Supertramp: Dreamer, Bloody well right, The logical song; Goodbye stranger
  - Serú Girán: José Mercado, Cara de velocidad (instrumental)
- Baldwin Combo Harpsichord:
  - The Association: Along comes Mary
  - The Beatles: Because